# Ascoli Calcio 1898 1998-1999
Questa voce raccoglie le informazioni riguardanti l'Ascoli Calcio 1898 nelle competizioni ufficiali della stagione 1998-1999.

## Stagione
Nella stagione 1998-1999 l'Ascoli disputa il girone B del campionato di Serie C1, con 47 punti ottiene l'ottavo posto in classifica, a quattro punti dai Play-off. Sono state promosse in Serie B la Fermana direttamente, ed il Savoia che ha vinto i Play-off. L'Ascoli parte male, al termine del girone di andata, chiuso con 18 punti, è in piena lotta per la salvezza, poi nel girone di ritorno spicca il volo, raccoglie 29 punti, sfiorando, nonostante la falsa partenza, i Play-off. Con 11 reti il miglior realizzatore ascolano
è stato Sossio Aruta, delle quali 3 in Coppa Italia e 8 in campionato. Nella Coppa Italia di Serie C l'Ascoli ha disputato il girone L, vinto dal Teramo con 10 punti, che si è qualificato ai sedicesimi di finale, proprio davanti ai bianconeri con 7 punti, che hanno perso (3-2) lo scontro diretto.

## Divise e sponsor
| 1ª divisa |

## Rosa
| N. |                   | Ruolo | Calciatore           |
| -- | ----------------- | ----- | -------------------- |
|    | Italia (bandiera) | D     | Salvatore Alfieri    |
|    | Italia (bandiera) | D     | Antonio Aloisi       |
|    | Italia (bandiera) | A     | Fabio Altiero        |
|    | Italia (bandiera) | P     | Giuseppe Aprea       |
|    | Italia (bandiera) | A     | Giuseppe Aquino      |
|    | Italia (bandiera) | C     | Luca Ariatti         |
|    | Italia (bandiera) | A     | Sossio Aruta         |
|    | Italia (bandiera) | D     | Giovanni Bucaro      |
|    | Italia (bandiera) | C     | Mario Massimo Caruso |
|    | Italia (bandiera) | C     | Angelo Cimadono      |
|    | Italia (bandiera) | D     | Andrea Da Rold       |
|    | Italia (bandiera) | D     | Daniele Deoma        |
|    | Italia (bandiera) | P     | Nicola Dibitonto     |

| N. |                   | Ruolo | Calciatore          |
| -- | ----------------- | ----- | ------------------- |
|    | Italia (bandiera) | C     | Nicola Di Criscio   |
|    | Italia (bandiera) | D     | Luca Fattori        |
|    | Italia (bandiera) | A     | Alessio Frati       |
|    | Italia (bandiera) | C     | Giorgio La Vista    |
|    | Italia (bandiera) | D     | Maurizio Lauro      |
|    | Italia (bandiera) | A     | Massimiliano Longhi |
|    | Italia (bandiera) | D     | Luca Luzardi        |
|    | Italia (bandiera) | C     | Roberto Marta       |
|    | Italia (bandiera) | D     | Vincenzo Pandullo   |
|    | Italia (bandiera) | C     | Josselin Ngah       |
|    | Italia (bandiera) | A     | Gianluca Savoldi    |
|    | Italia (bandiera) | A     | Giulio Spader       |

## Risultati

### Campionato

#### Girone di andata
| Arbitro: | Linfatici (Viareggio) |

|  |           |             |
|  | Marcatori | 76’ Pestrin |

| Arbitro: | Gabriele (Frosinone) |

|           |           |  |
| Fonte 40’ | Marcatori |  |

| Arbitro: | Niccolai (Livorno) |

|                       |           |                  |
| Alfieri 42’ Frati 71’ | Marcatori | 66’ G. Anaclerio |

| Arbitro: | Soffritti (Ferrara) |

|                             |           |  |
| Tiribocchi 49’ O. Russo 81’ | Marcatori |  |

| Arbitro: | Niccolai (Livorno) |

|                                         |           |           |
| Frati 23’ Caruso 82’ (rig.) Marta 90+2’ | Marcatori | 76’ Gallo |

| Arbitro: | Urbano (Carbonia) |

|                     |           |  |
| De Palma 27’ (rig.) | Marcatori |  |

| Arbitro: | Papini (Perugia) |

|           |           |  |
| Aruta 83’ | Marcatori |  |

| Ascoli Piceno 25 ottobre 1998 8ª giornata | Ascoli                | 0 – 0 | Palermo | Stadio Cino e Lillo Del Duca\| Arbitro: \| Linfatici (Viareggio) \| |
| Arbitro:                                  | Linfatici (Viareggio) |       |         |                                                                     |

| Arbitro: | Semeraro (Taranto) |

|                   |           |           |
| Balducci 68’, 71’ | Marcatori | 50’ Aruta |

| Arbitro: | Girardi (San Donà di Piave) |

|                   |           |               |
| Aloisi 87’ (rig.) | Marcatori | 24’ U. Marino |

| Arbitro: | Cruciani (Pesaro) |

|                    |           |  |
| Barraco 73’ (rig.) | Marcatori |  |

| Arbitro: | Ciampi (Pisa) |

|                           |           |             |
| Aruta 55’, 88’ Spader 76’ | Marcatori | 9’ Consagra |

| Arbitro: | Lion (Padova) |

|                |           |  |
| Toni 8’ (rig.) | Marcatori |  |

| Arbitro: | Ardito (Bari) |

|                     |           |             |
| Spader 2’ Marta 41’ | Marcatori | 59’ Rovaris |

| Arbitro: | Cuttica (Alessandria) |

|                                         |           |  |
| Fontana 53’ Di Nicola 70’ Bonfiglio 80’ | Marcatori |  |

| Arbitro: | Cenni (Imola) |

|             |           |              |
| Deoma 90+2’ | Marcatori | 32’ Costanzo |

| Arbitro: | Calcagno (Nichelino) |

|              |           |  |
| Ferrigno 69’ | Marcatori |  |

#### Girone di ritorno
| Arbitro: | Lion (Padova) |

|            |           |            |
| Cesari 48’ | Marcatori | 65’ Caruso |

| Arbitro: | Manari (Teramo) |

|                         |           |  |
| La Vista 52’ Spader 67’ | Marcatori |  |

| Arbitro: | D'Agostini (Frosinone) |

|  |           |           |
|  | Marcatori | 86’ Frati |

| Arbitro: | Ferlito (Prato) |

|           |           |  |
| Marta 39’ | Marcatori |  |

| Arbitro: | Ciampi (Pisa) |

|            |           |           |
| Farris 53’ | Marcatori | 46’ Aruta |

| Ascoli Piceno 21 febbraio 1999 23ª giornata | Ascoli             | 0 – 0 | Nocerina | Stadio Cino e Lillo Del Duca\| Arbitro: \| Sofritti (Ferrara) \| |
| Arbitro:                                    | Sofritti (Ferrara) |       |          |                                                                  |

| Arbitro: | Gabriele (Frosinone) |

|             |           |           |
| Ambrosi 86’ | Marcatori | 47’ Porro |

| Arbitro: | Cavallaro (Legnago) |

|                |           |  |
| Puccinelli 10’ | Marcatori |  |

| Arbitro: | G. Rossi (Rimini) |

|                                   |           |               |
| Savoldi 69’ Frati 71’ Aruta 90+2’ | Marcatori | 60’ E. Baggio |

| Arbitro: | N. Ayroldi (Molfetta) |

|           |           |  |
| Bruno 82’ | Marcatori |  |

| Arbitro: | Linfatici (Viareggio) |

|           |           |             |
| Aruta 29’ | Marcatori | 32’ Barraco |

| Arbitro: | Borelli (Roma) |

|                                   |           |  |
| Oshadogan 78’ (rig.) Pilleddu 87’ | Marcatori |  |

| Arbitro: | S. Ayroldi (Molfetta) |

|                               |           |  |
| Deoma 30’ Marta 41’ Aruta 49’ | Marcatori |  |

| Arbitro: | Lion (Padova) |

|              |           |                              |
| Micciola 19’ | Marcatori | 11’ Aruta 17’, 90+3’ Savoldi |

| Arbitro: | D'Agostini (Frosinone) |

|                      |           |             |
| Bucaro 29’ Marta 89’ | Marcatori | 56’ Fontana |

| Arbitro: | Cuttica (Alessandria) |

|  |           |                     |
|  | Marcatori | 20’ Frati 58’ Marta |

| Arbitro: | Soffritti (Ferrara) |

|  |           |                     |
|  | Marcatori | 9’ Molino 89’ Testa |

### Coppa Italia

#### Girone L
| Arbitro: | Gasperoni (Ancona) |

|               |           |             |
| U. Marino 10’ | Marcatori | 90+1’ Aruta |

| Arbitro: | Alario (Civitavecchia) |

|                                  |           |             |
| Frati 22’ Aruta 79’ Caruso 90+4’ | Marcatori | 88’ Pieroni |

| Arbitro: | Papini (Perugia) |

|                               |           |                          |
| Pagano 31’, 73’ De Amicis 52’ | Marcatori | 85’ (rig.), 90+2’ Caruso |

| 9 settembre 1998 4ª giornata |  | – Turno di riposo Ascoli |  |  |

| Arbitro: | Micoli (Tivoli) |

|           |           |  |
| Aruta 65’ | Marcatori |  |